# 棘裸絨鮋
棘裸絨鮋（学名：Ocosia spinosa），又名棘線鮋、石狗公、石頭魚，为鮋科線鮋屬下的一种熱帶海魚，分布於西太平洋台灣海域，棲息深度可達288公尺，棲息在底層水域，生活習性不明。

## 扩展阅读
維基物種上的相關：棘線鮋